# Israël Queridoschool
De Israël Queridoschool is een voormalig schoolgebouw in het stadsdeel West in Amsterdam. In 2021 werd het gebouw gesloopt om plaats te maken voor nieuwbouw.

## Geschiedenis
Het eerste twee verdiepingen hoge schoolgebouw met het pannendak stamde uit 1934. Het schoolgebouw herbergde een groter aantal scholen in een 24 klassen tellend schoolgebouw, gebouwd in de stijl van de Amsterdamse School. De gangvloeren waren bekleed met kleine, geglazuurde tegels, die okergeel met rood van kleur waren. Deze kleuren kennen sommigen ook van het in de namiddag bij mooi weer door de glas-in-loodramen in het enigszins monumentale trappenhuis binnenvallende zonlicht. In dat trappenhuis hing ook de plaquette die herinnerde aan de opening van de school in 1934, evenals een afbeelding van Israël Querido, de Amsterdamse schrijver die veel betekend heeft voor de armoedebestrijding in de Jordaan.

## Naam
De straat waaraan het gebouw gelegen was, heette aanvankelijk De Zeven Provinciënstraat. In 1947 werd de straat omgedoopt en vernoemd naar de in de oorlog bij de Slag op de Javazee omgekomen Karel Doorman. Naast dit schoolgebouw stond in de richting van de Bestevaerstraat ook nog de Ds Mansveldt-school, een christelijke lagere school. Achter het schoolgebouw was er een ruimte met openveld voor een speelplein en daarachter een groot sportterrein met een speeltuin Sportpark De Ruijter en een korfbalvereniging "Landlust". Dwars op het schoolgebouw stonden nog twee vleugels waarin ruimte was voor een gymlokaal en kleedruimte per vleugel en erboven een toneelzaal.

## Naoorlogse periode
In de naoorlogse babyboomperiode konden uiteindelijk in dit gebouw vier scholen gehuisvest worden: de al bestaande Israël Queridoschool en de kleuterschool beneden (ingang Karel Doormanstraat), later Narcisschool. Op de begane grond zat naast de kleuterschool de Jacques Perkschool en erboven, naast de Israël Queridoschool, was ten slotte de Herman Gorterschool gevestigd. Volgens oudere buurtbewoners is voor en in de oorlog ook nog een tijdje de Frederik van Eedenschool op de plek van de nog niet bestaande kleuterschool gevestigd geweest. Later verhuisde die school naar de Van Gentstraat bij de Boomkerk.

## Fusie
Ook toen de vergrijzing in de Bos en Lommerbuurt haar hoogtepunt bereikte, bleef de school bestaan. Aan het bestaan van de parallelscholen de Herman Gorter- en Jacques Perkschool kwam een einde. De komst van het basisonderwijs resulteerde in het samengaan van de Israël Queridoschool en de Narcis. Het te ruime schoolgebouw was een te grote onkostenpost en omdat er meer van deze schoolgebouwen bestonden, werd de school gesloopt.